# Fitzroya cypřišovitá
Fitzroya cypřišovitá (Fitzroya cupressoides) je vysoký, dlouhověký, stálezelený strom, jediný druh monotypického rodu, který roste pouze na jihozápadě Jižní Ameriky. Vyrůstá v Argentině a Chile, nesouvisle v pásmu mezi 40° až 43° jižní zeměpisné šířky. Populace je rozdělena Andami, jedinci rostoucí na východních andských svazích se geneticky liší od západních.

## Ekologie
Fitzroya cypřišovitá není na stanoviště náročná, roste na různých typech půd vulkanického původu v pásmu od pobřeží až do nadmořské výšky 1500 m. Klima je tam mírné, zimní teplota klesá jen mírně pod bod mrazu. V nižších výškách se vyskytuje na půdách špatně odvodněných, bohatých na organickou hmotu, s nízkým pH a vysokým obsahem uhlíku a dusíku, roste i v mělkých bažinách. Ve výškách nad 800 m bývají půdy písčité, dobře odvodněné, s minimem živin a ročně tam spadnou 2 až 4 m dešťových srážek (v ČR asi 0,6 m). Vyjma období mladých let je netolerantní k zastíněnému stanovišti. Stromy začínají vytvářet prvá semena ve věku 20 až 40 let a později plodí nepravidelně v několikaletých intervalech. Vytváří úzké letokruhy, asi jen 0,1 mm široké a v mládí přirůstá do výšky ročně okolo 5 cm.

## Popis
Dvoudomé dřeviny (řidčeji jednodomé) které bývají průměrně vysoké 45 m s přímým kmenem, které mívají mají výčetní tloušťku přes 3 m. Kmen zakončený kuželovitou až sloupovitou korunou má načervenalou, svraštělou kůru odlupující se v pásech a horizontálně nebo převisle rostoucí větve nejsou v přeslenech. Šupinovité listy přetrvávají po několik let, jsou jehlicovité, odstálé, 4 mm dlouhé, obvejčité až podlouhle kopinaté a vyrůstají ve střídavých přeslenech po třech. Jsou nepatrně zakřivené a na horní, vyduté straně mají dva bílé stomatálními proužky a na spodní, vypuklé straně širokou střední žilku s dvěma bílými proužky po bocích.
Samčí šištice jsou válcovité, nejvýše 8 mm dlouhé a 3 mm široké, rostou jednotlivě v úžlabí listů při koncích visících větviček a obsahují 15 až 24 tyčinek umístěných po třech ve spirále. Samičí šištice jsou kulovité, hnědé, mají jen 6 mm v průměru, vyrůstají jednotlivě a na vrcholu jim ústí žláza vyměšující pryskyřici. Mají devět plodných šupin ve třech přeslenech, nejspodnější jsou nejmenší a sterilní, střední jsou o něco větší a obvykle také sterilní a horní jsou největší a každá šupina nese dvě až šest vejčitých semen se dvěma až třemi křidélky. Šištice dozrávají prvým rokem, semena jsou drobná, mají jen 2,5 mm v průměru. Některé stromy mají šištice pouze samčí, jiné samičí a některé oboje. Mezi téměř všemi diploidními jehličnany je fitzroya tetraploidní, n = 11.

## Rozmnožování
Přirozeně se rozmnožuje semeny, nebo ojediněle odnoženi z povrchových kořenů. V pěstitelské praxi se semenáče vypěstují po několikaměsíční studené stratifikaci ze semen, která však mají rozdílnou klíčivost v jednotlivých létech. Zkouší se i pěstování nových stromků z řízků za pomoci růstového hormonu, obvykle za dva až tři měsíce zakoření. Semenáč vyroste za rok do výšky asi 15 cm a za deset let je vysoký okolo 2,5 m.

## Význam
Dřevo stromu je odedávna velmi žádané, má tmavohnědou až červenohnědou barvu a měrnou hmotnost 0,5 kg/dm³. Je lehké, odolné proti napadení hmyzem nebo houbami a pro svá přímá vlákna se dobře řeže, soustruží i štípe. V minulosti se z něho vyráběly stožáry, skříně, nábytek i šindele na střechu.
V současnosti je, vzhledem k vzácnosti druhu, jeho průmyslové využívání jak v Argentině, tak i v Chile zakázáno a slouží jen jako okrasný strom. Jsou také vysazené do parků v jiných zemích, nejvyšší je pravděpodobně v Killertonu ve Velké Británii, vysoký asi 18 m.

## Výjimečnosti
U nejstaršího žijícího a téměř nepřístupného exempláře rostoucího v chilských Andách bylo v roce 1993 naměřeno stáři 3622 let, je druhou nejstarší rostlinou na světe. (První je borovice osinatá (zhruba 5060 roků) rostoucí v horském pásmu White Mountains v Kalifornii). Na neschůdných místech ve stejné oblasti And se vyskytují i fitzroye vysoké 60 až 70 metrů. V argentinském národním parku "Los Alerces" je běžně k vidění exemplář vysoký 57 m s průměrem kmene 2,2 m, který je starý je okolo 2600 roků. Fitzroye jsou nejvyšší stromy Jižní Ameriky.

## Ohrožení
Fitzroya cypřišovitá byla po mnoho let intenzivně těžena a místy byly její porosty vypalovány při přeměně lesů na pastviny. Navzdory zákazu těžby její populace v současnosti nejeví známky obnovy a nadále se snižuje. V Argentině je asi 80 % lesů ve kterých roste v chráněných národních parcích, kdežto v Chile je téměř stejné množství soukromým majetkem. Druh je podle IUCN hodnocen jako ohrožený (EN) a byl zařazen do přílohy č. I v CITES.

## Galerie

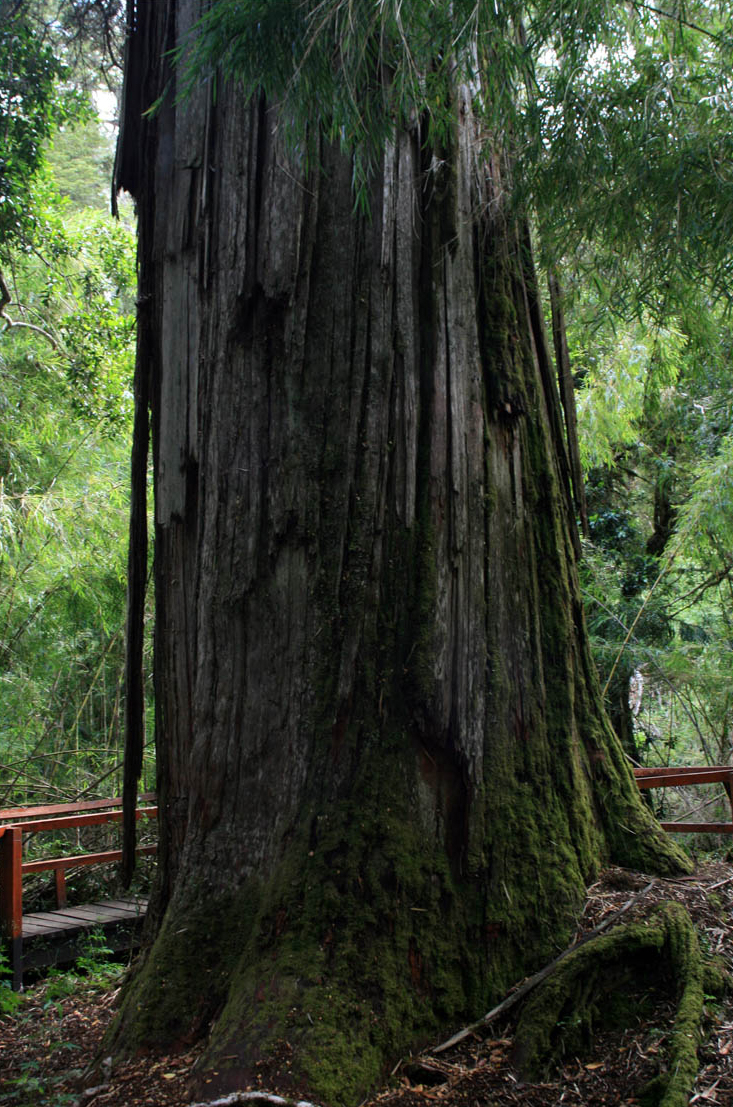
Kmen
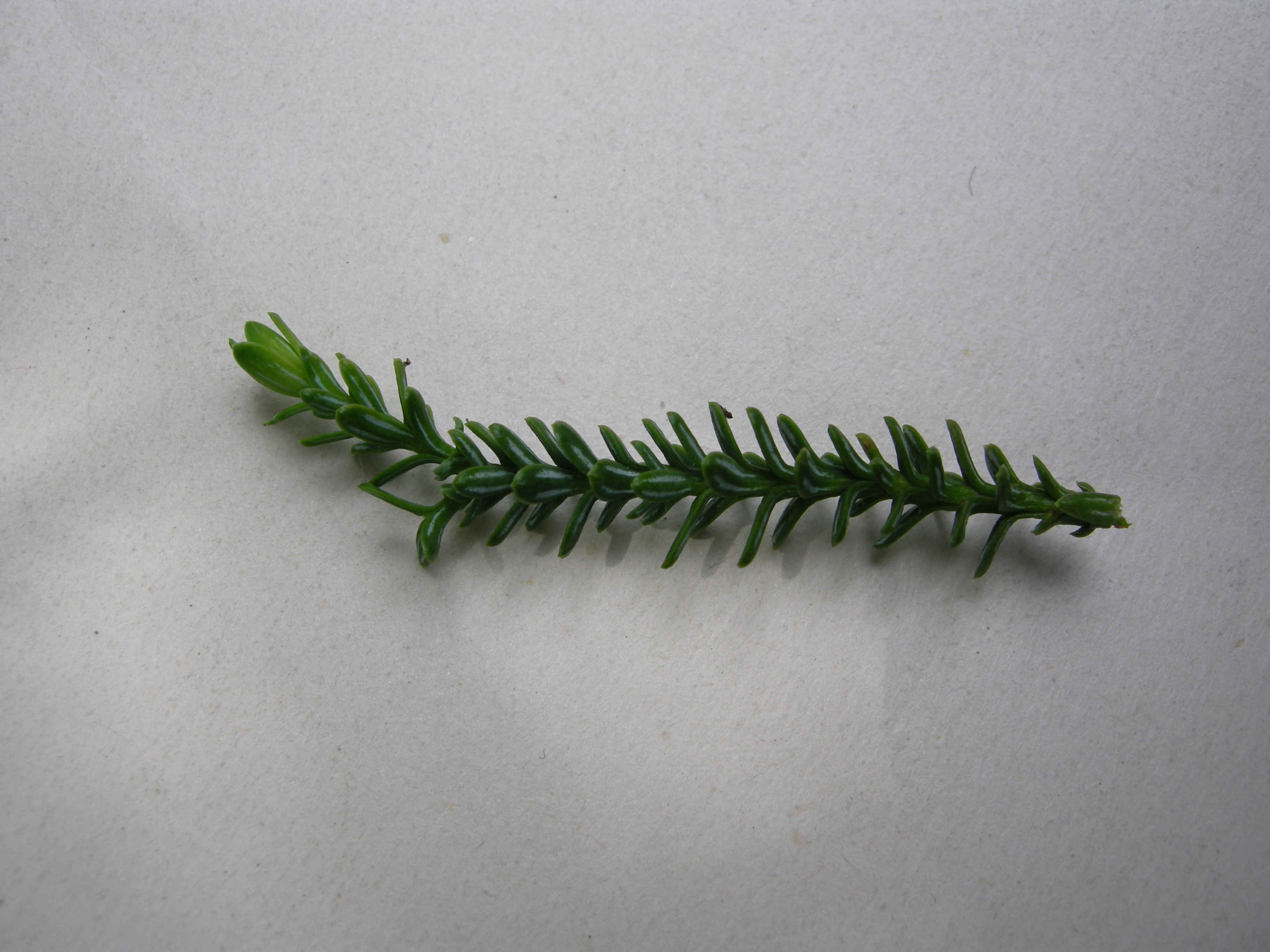
Větvička s listy
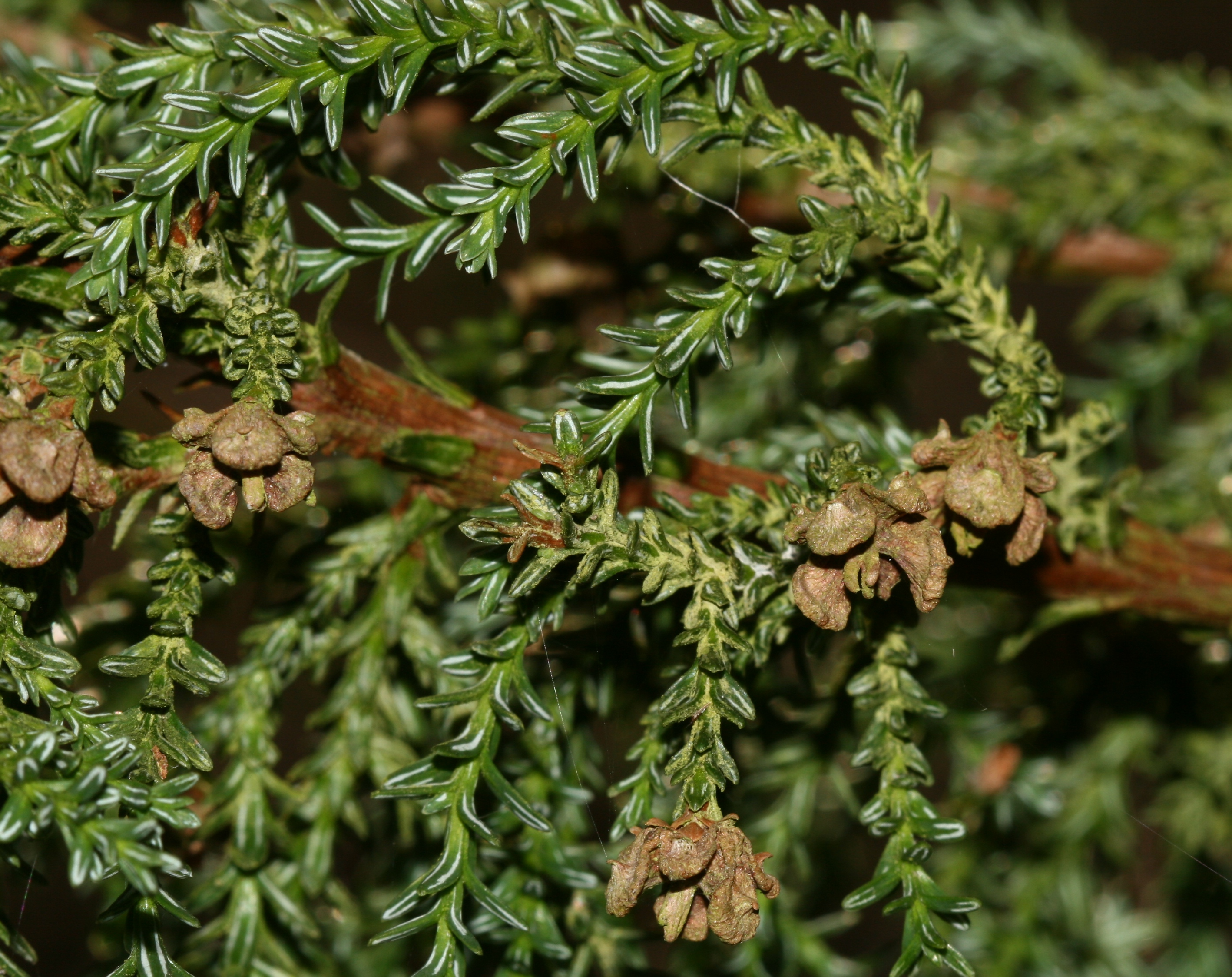
Zralé samičí šišky